# Iglesia de la Santa Cruz (Madrid)
La iglesia de la Santa Cruz es un templo parroquial católico sito en la calle de Atocha n.º 6, esquina con la calle de Santo Tomás, de la ciudad española de Madrid.

## Historia de la iglesia de la Santa Cruz
Se encuentra situada en el solar en el que se encontraba el convento de Santo Tomás de Aquino, de la Orden de los Dominicos, fundado en 1583 por fray Diego de Chaves, confesor de Felipe II y desamortizado en 1836. El arquitecto Juan Bautista de Toledo pidió en su testamento ser enterrado en el coro del convento, que albergaba asimismo las sepulturas de otros personajes notables.
En 1626 tomó el patronazgo del convento el conde-duque de Olivares y en 1635 se puso la primera piedra para una nueva iglesia, que se incendió en 1652, desapareciendo tanto el convento como la iglesia. Se reedifica en 1660, desplomándose el altar mayor en el año 1726 sepultando a más de ochenta personas, y sufriendo en 1756 otro incendio. Finalmente, en 1876 un nuevo incendio destruyó completamente el templo, que fue derribado. La fachada, de estilo churrigueresco, y el claustro, obra de Melchor de Bueras, eran obras maestras de la arquitectura barroca madrileña.
La iglesia actual se empezó a construir en 1889 bajo la dirección de Francisco de Cubas, ayudado por Miguel de Olavarría, debiendo paralizarse la construcción por falta de recursos económicos. Las obras se retomaron en 1899 con ayuda de una suscripción popular. La obra se concluyó en 1902.

## El templo

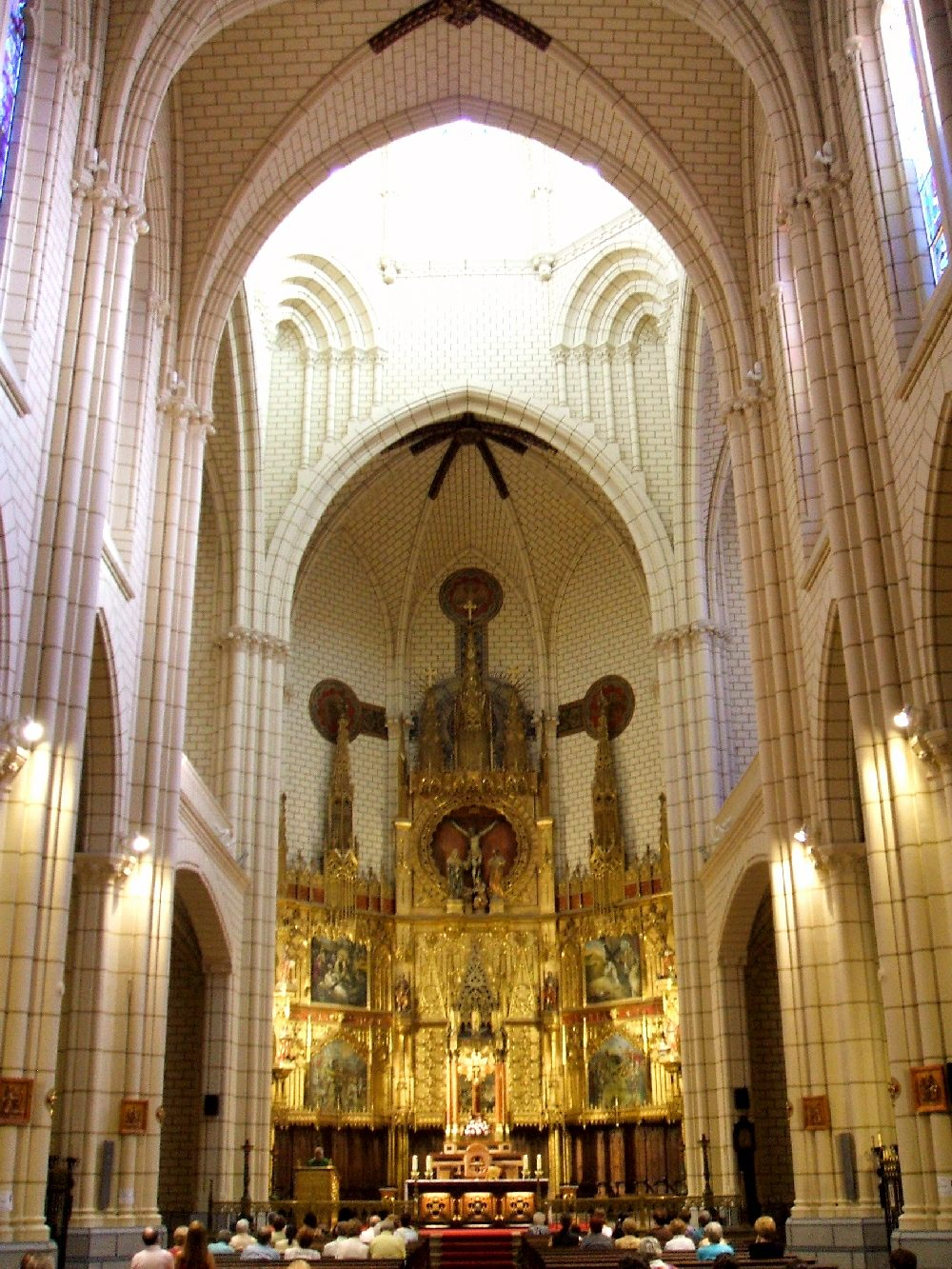
Nave central y cabecera de la iglesia.

El templo actual es de estilo neogótico en ladrillo y piedra blanca de Colmenar. La fachada principal presenta un arco apuntado, coronado por un frontón triangular en el que remata una cruz. La zona central de la portada muestra un relieve de Aniceto Marinas con la Apoteosis de la Cruz. Por encima de este pórtico, un gran rosetón y sobre él un gran reloj. Consta de una sola nave con ocho capillas laterales.
Posiblemente lo más llamativo sea la torre de sesenta metros de altura, en cuya parte superior, a la altura de las campanas, presenta un voladizo con parapeto que le da aspecto de fortaleza, y que de alguna manera continúa la tradición de la torre de la antigua parroquia, de 144 pies y edificada en 1660, y que era conocida como la Atalaya de la Corte. La torre habría sido la estructura más alta de la ciudad hasta la erección en la década de 1920 del Edificio Telefónica en la Gran Vía.
En su interior se pueden encontrar imágenes de diferentes devociones, como las hermandades del Santo Entierro y de la Virgen de los Siete Dolores, que procesionan por las calles de Madrid el Viernes Santo. También cuenta con gran devoción la escultura de San Judas Tadeo, abogado de las causas difíciles, al que acuden cada miércoles cientos de devotos, llegándose a considerar la segunda imagen con más devoción en la capital de España, después del Cristo de Medinaceli. Por último, destaca la pintura de la Virgen de la Cinta, patrona de la ciudad de Huelva. En este templo tiene su sede canónica una hermandad filial de la onubense.
Desde la construcción del templo en 1902, queda establecida en el inmueble la Archicofradía del Santo Entierro de Madrid, una de las más antiguas de la ciudad (creada en el año 1412). Asimismo, desde finales de los años 1950 está establecida la cofradía de María Santísima de Araceli de Madrid, filial de la Real Archicofradía de María Santísima de Araceli de Lucena (Córdoba).

## La antigua parroquia de Santa Cruz

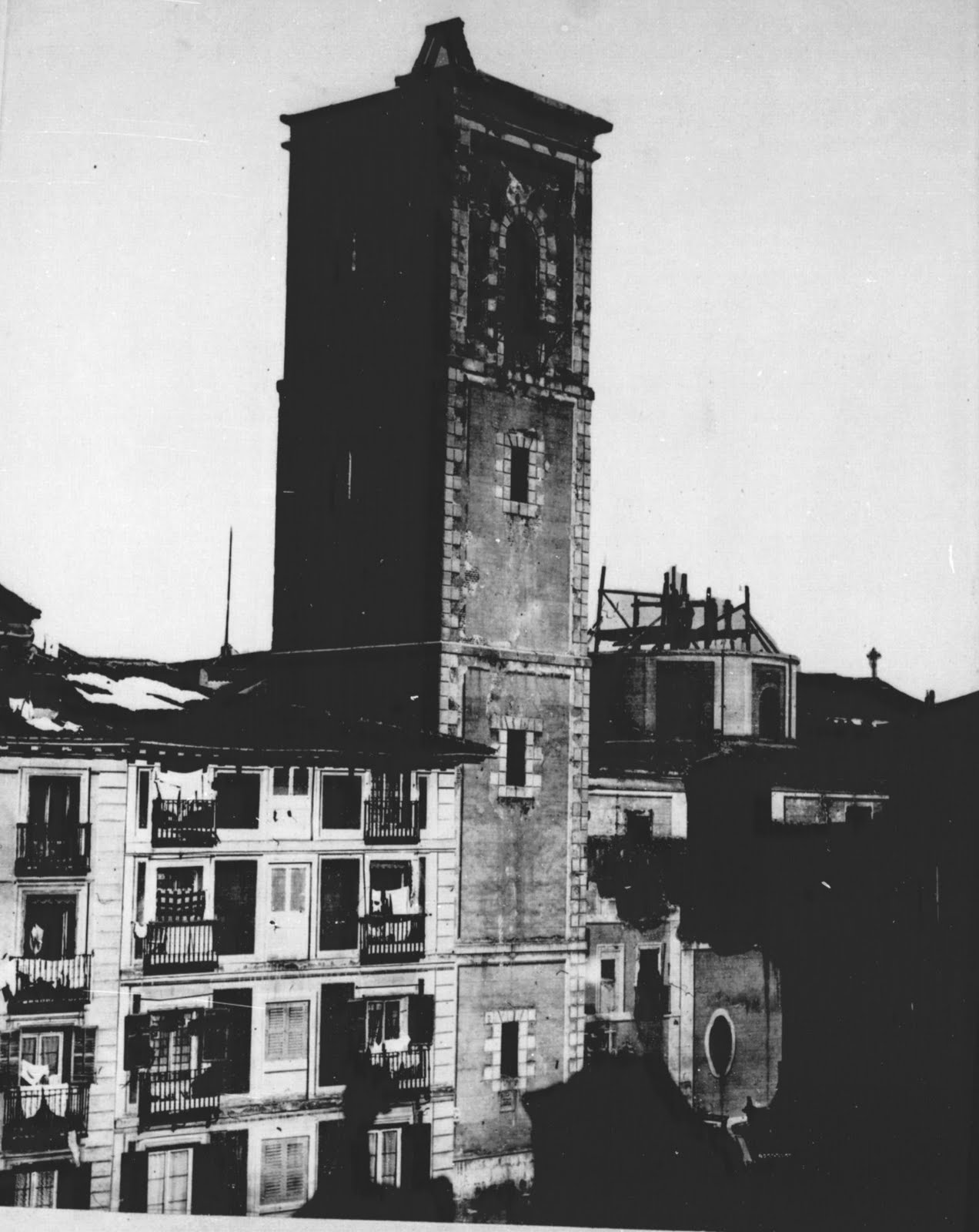
Torre de la antigua iglesia de la Santa Cruz en 1868, el año de su demolición.

La parroquia de Santa Cruz (no confundir con la iglesia actual de Santa Cruz) también tuvo una historia azarosa. Comenzó en una antigua ermita situada en el arrabal de Santa Cruz, fundada para conmemorar el triunfo de Alfonso VIII en la batalla de las Navas de Tolosa en 1212, recibiendo el rango de parroquia en el siglo XIV para atender a la población asentada en torno al camino de Atocha. De hecho, fue una de las parroquias más importantes de la ciudad a pesar de que en 1541 se segregó parte de su territorio para formar la de San Sebastián. 
Situada en la plaza de su nombre, en el siglo XVI se instalaron en ella las cofradías de la Caridad y de la Paz, posteriormente unificadas, ambas encargadas del cuidado y entierro de los reos condenados a muerte que se encontraban en el colindante Palacio de Santa Cruz, sede de la cárcel de Corte y de la Sala de Alcaldes de Casa y Corte. De su fábrica lo más destacable era su torre, de 144 pies de altura, y conocida como la Atalaya de la Corte. Pertenecía al ayuntamiento y fue construida entre 1627 y 1660 por el arquitecto Francisco del Castillo. También destacaba la portada de la fachada principal, realizada en granito por José Jiménez Donoso, y formada por dos columnas jónicas exentas y un bajo relieve realizado por Pablo González Velázquez que representaba la invención de la Santa Cruz. 
A lo largo de su historia sufrió dos importantes incendios, uno en 1620, que arrasó la sacristía y, otro en 1763, que afectó a toda la iglesia y obligó a realizar una profunda restauración concluida en 1767 que perduró hasta su definitiva demolición en los años de la revolución de 1868. A raíz de estos sucesos es cuando se trasladó la parroquia al antiguo convento de Santo Tomás. Tras el incendio definitivo de este en 1876, se trasladó a la iglesia del Carmen Calzado, hasta la terminación del actual edificio neogótico. Del antiguo complejo, tan sólo se conserva la conocida como capilla de los Ajusticiados, que actualmente aloja un restaurante.